# منوتیوس

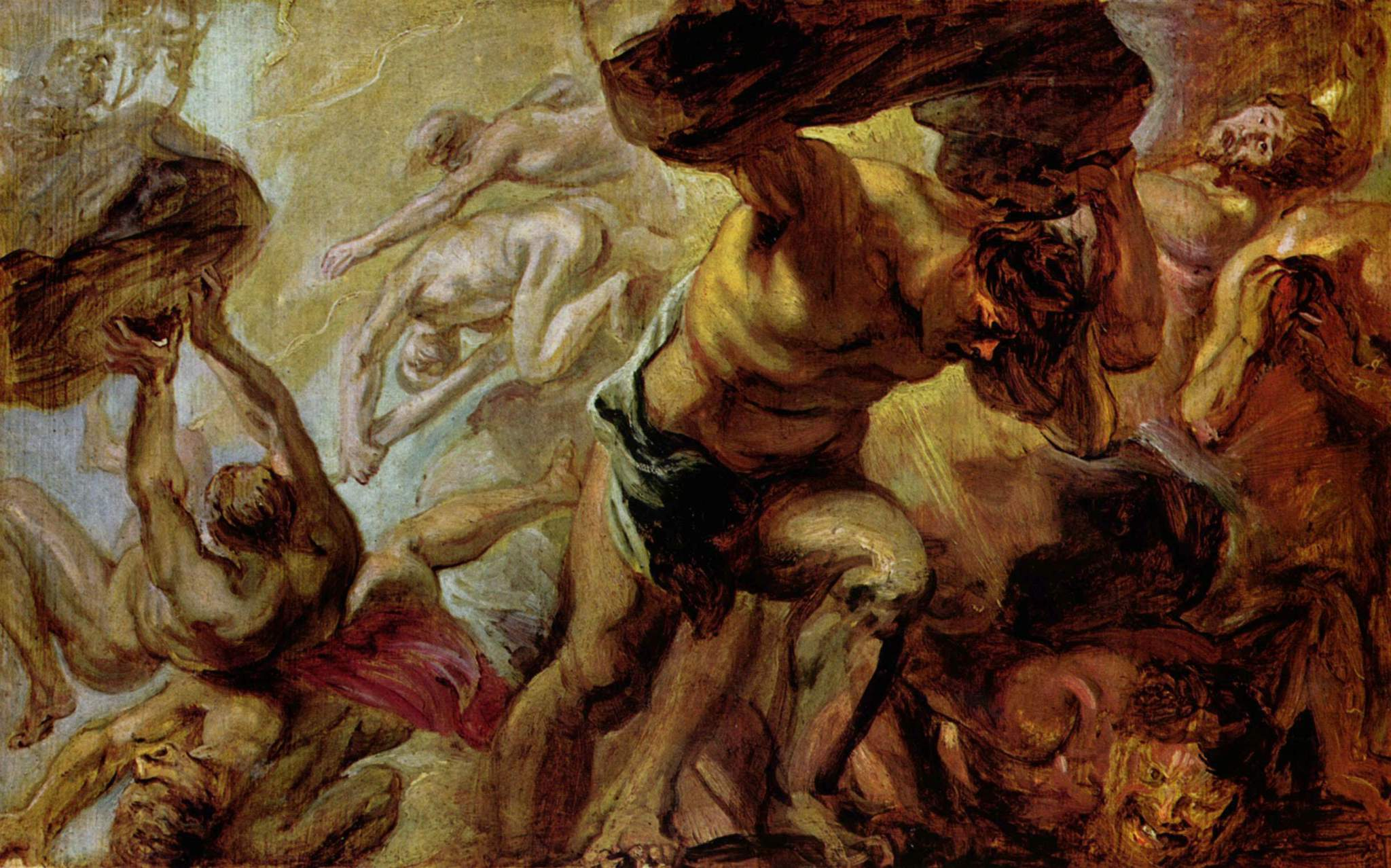
پیتر پل روبنس

منوتیوس (به یونانی: Μενοίτιος)، یکی از شخصیت‌های اساطیری یونان باستان است. منوتیوس یکی از تیتان‌ها، فرزند تیتان یاپتوس بود. او در قیام تیتان‌ها شرکت کرده بود و به سبب شرارت و جسارت بی‌حد و حصر، زئوس او را به تاریک‌ترین بخش اربوس پرتاب کرد.